# Monteggio
Monteggio is een plaats en voormalige gemeente in het Zwitserse kanton Ticino, en maakt deel uit van het district Lugano.
De voormalige gemeente Monteggio telde 900 inwoners.
Hoe klein de gemeente ook was, toch was de bevolking verspreid over liefst 26 'località', te weten: Bosco, Bruciata, Busino, Cassinone, Castello, Crocivaglio, Fonderia, Fornasette, Genestraio, Isole, Lisora, Molinazzo, Monteggio, Persico, Pirla, Ponte Cremenaga, Ramello, Rancina, Ressiga, Roncaccio, Ronchetto, Rovedera, Selvacce, Suvino, Termine en Tiradelza.
Vanaf 19 april 2021 is de gemeente Monteggio onderdeel geworden van de gemeente Tresa; een samenvoeging van 4 voormalige gemeentes, te weten; Ponte Tresa, Croglio, Sessa en Monteggio.